# Lipno (district de Louny)
Pour les articles homonymes, voir Lipno.
Lipno (en allemand : Groß Lippen) est une commune du district de Louny, dans la région d'Ústí nad Labem, en Tchéquie. Sa population s'élevait à 550 habitants en 2021.

## Géographie
Lipno se trouve à 11 km au sud-ouest de Louny, à 49 km au sud-ouest d'Ústí nad Labem et à 60 km au nord-ouest de Prague.

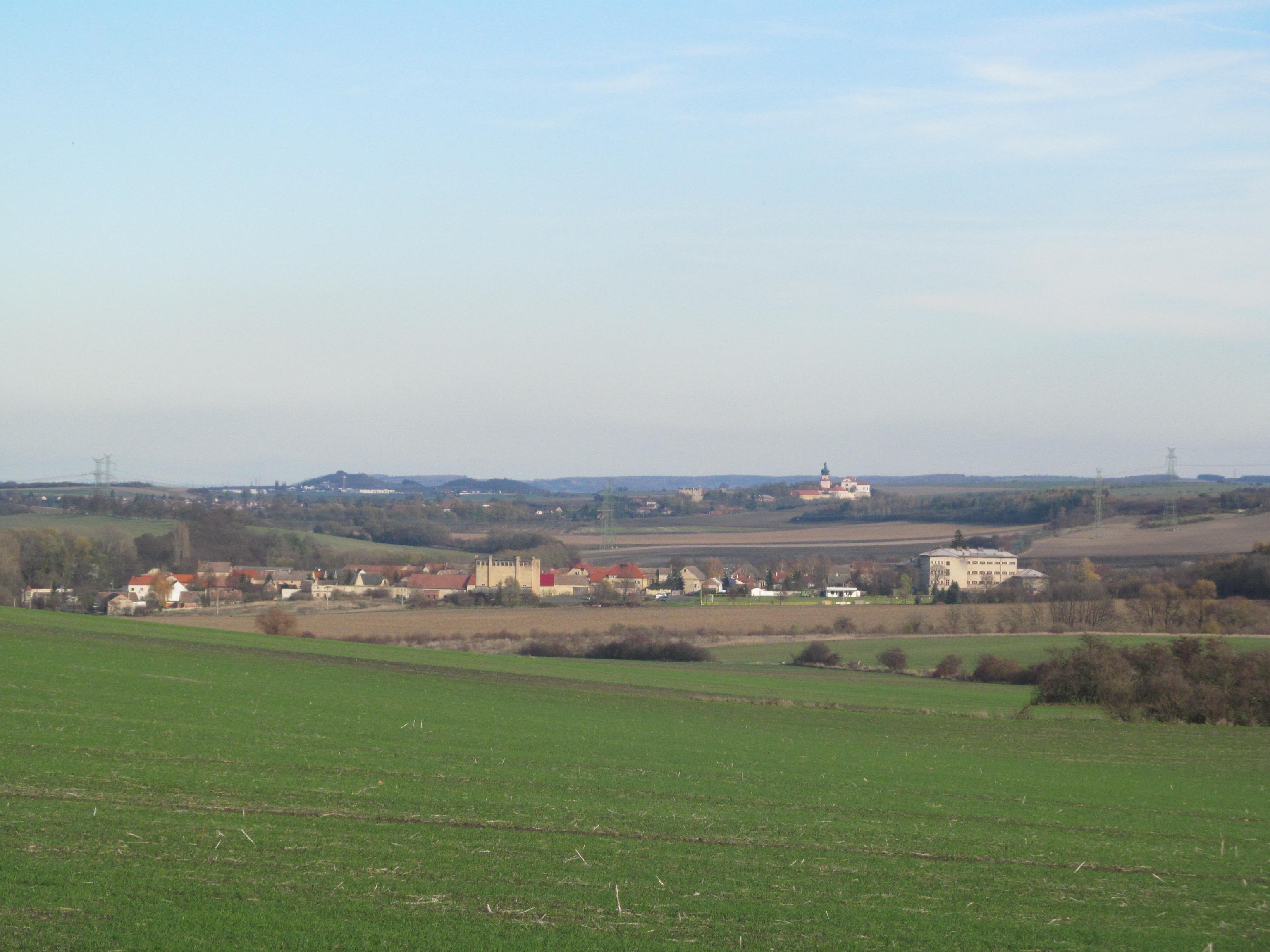
Lipno : vue générale.

La commune est limitée par Zálužice et Postoloprty au nord, par Jimlín et Opočno à l'est, par Hřivice au sud-est et au sud, et par Tuchořice et Liběšice à l'ouest.

## Histoire
La première mention écrite du village date de 1256.

## Administration
La commune se compose trois quartiers :
- Drahomyšl
- Lipenec
- Lipno

## Transports
Par la route, Lipno se trouve à 12 km de Žatec, à 12 km de Louny, à 65 km d'Ústí nad Labem et à 73 km de Prague.